# Cecilia Ghigo
Cecilia Ghigo (Lomas del Mirador, Buenos Aires, 16 de enero de 1995) es una futbolista argentina que juega como defensora.

## Inicios
Desde pequeña jugaba a la pelota con su padre, hasta que un día le propuso que deseaba anotarse en un club para entrenar. De esta manera a los siete años de edad Cecilia Ghigo comenzó los entrenamientos en el Club Huracán de San Justo donde era la única chica del equipo. Después de estar cinco años en Huracán de San Justo, decidió probarse en Boca Juniors, donde finalmente quedó seleccionada.

## Trayectoria profesional
Empezó a competir en 2009 con el equipo femenino de Boca Juniors luego de siete años a la jugadora se le abre la posibilidad de jugar en el fútbol español.
Entre 2016 y 2017 pasó por el Madrid C.F.F..
En una entrevista para el diario "El País" de Madrid declaró que:

En Argentina, y en toda Latinoamérica, la sociedad es “muy machista”, porque se piensa que las mujeres no se deberían dedicar al balompié. Cree que Europa es un poco más abierta en ese sentido, pero que todavía falta.

Otro análisis que realiza para el diario "El País":

Ghigo explica que como mujer es “imposible” jugar al balompié y vivir de ello: “en general las chicas estudian y trabajan y por eso no se pueden dedicar al 100%”.

Tras haber disputado la última temporada en la Segunda División del fútbol español vistiendo la camiseta del Madrid C.F.F. entre 2016 y 2017, Cecilia Ghigo volvió a la Argentina para unirse nuevamente al club xeneize y vestir la camiseta azul y oro.
El sábado 9 de marzo de 2019 se dio un encuentro histórico debido a que el plantel de Futbol Femenino de Boca Juniors "Las Gladiadoras" por primera vez jugaban un partido oficial en La Bombonera en el marco de una iniciativa por el club Xeneize por el Día Internacional de la Mujer. Las "Bosteras" se enfrentaban a Lanús en la quinta fecha del campeonato, siendo Cecilia Ghigo titular en el encuentro disputado con la número 6 en su espalda.
El 9 de agosto de 2019, después de 28 años el fútbol femenino de Boca Juniors se profesionalizó y Cecilia Ghigo firmaría su primer contrato profesional entre otras 18 jugadoras más de la institución.
El 31 de enero de 2020 se llevaría a cabo en la provincia de San Luis el Torneo de Verano que se disputó como un cuadrangular que incluyó a Boca, River y a la Selección de San Luis. El conjunto "Xeneize" y el de la banda habían vencido a las locales en sus respectivos partidos. Tanto las Millonarias como "Las Gladiadoras" se impusieron ante las locales por 2-0. Ambos equipos disputaron el Superclásico, enfrentándose así Boca Juniors contra River Plate. "Las Gladiadoras" se coronaron campeonas tras vencer por 2-0 a "Las Millonarias" en el estadio La Pedrera. El primer gol del partido lo marcó Clarisa Huber, a los 30 minutos del primer tiempo. En el comienzo de la segunda parte, cuando solo iban cinco minutos, Carolina Troncoso decretó el 2-0 para Boca Juniors.
El 19 de enero de 2021, se llevó a cabo la primera final en la era profesional de fútbol femenino de Argentina por el Torneo Transición 2020 en el Estadio José Amalfitani. La final se definió con el superclásico argentino, enfrentándose Boca Juniors contra River Plate. "Las Gladiadoras" golearon 7-0 a las "Millonarias" con goles de Clarisa Huber, Yamila Rodríguez, Lorena Benítez, Fabiana Vallejos (2) y Andrea Ojeda (2) logrando su título número 25 y quedando en la historia como las primeras campeonas en la era profesional. De esta forma Cecilia Ghigo se consagra nuevamente campeona con la camiseta azul y oro, logrando su primer título a nivel profesional y su séptimo título con las  Xeneizes.

## Selección argentina
En 2012 la jugadora fue confirmada para ser parte de la  Selección Argentina de Fútbol Femenino Sub-17 que representaría a la albiceleste en el sudamericano que se disputó en Sucre, Bolivia.
Durante el transcurso del 2013, Cecilia Ghigo fue nuevamente confirmada para conformar el plantel del  seleccionado argentino pero esta vez en el Sub-20. En 2014, la jugadora se haría posesión de la primera medalla de oro al ganar el campeonato Odesur que se llevó a cabo en Chile.

## Clubes
| Club          | País      | Año         |
| ------------- | --------- | ----------- |
| Boca Juniors  | Argentina | 2009 - 2015 |
| Madrid C.F.F. | España    | 2016 - 2017 |
| Boca Juniors  | Argentina | 2017 - 2023 |

## Palmarés

### Campeonatos nacionales
| Título             | Club         | País      | Año  |
| ------------------ | ------------ | --------- | ---- |
| Primera División A | Boca Juniors | Argentina | 2009 |
| Primera División A | Boca Juniors | Argentina | 2010 |
| Primera División A | Boca Juniors | Argentina | 2011 |
| Primera División A | Boca Juniors | Argentina | 2011 |
| Primera División A | Boca Juniors | Argentina | 2012 |
| Primera División A | Boca Juniors | Argentina | 2013 |
| Primera División A | Boca Juniors | Argentina | 2013 |
| Primera División A | Boca Juniors | Argentina | 2020 |
| Primera División A | Boca Juniors | Argentina | 2021 |
| Superfinal         | Boca Juniors | Argentina | 2021 |
| Primera División A | Boca Juniors | Argentina | 2022 |
| Primera División A | Boca Juniors | Argentina | 2023 |
| Copa de la Liga    | Boca Juniors | Argentina | 2023 |

### Campeonatos internacionales
| Título | Equipo              | Sede     | Año  |
| ------ | ------------------- | -------- | ---- |
| Odesur | Selección Argentina | Santiago | 2014 |